# Arno Penzias

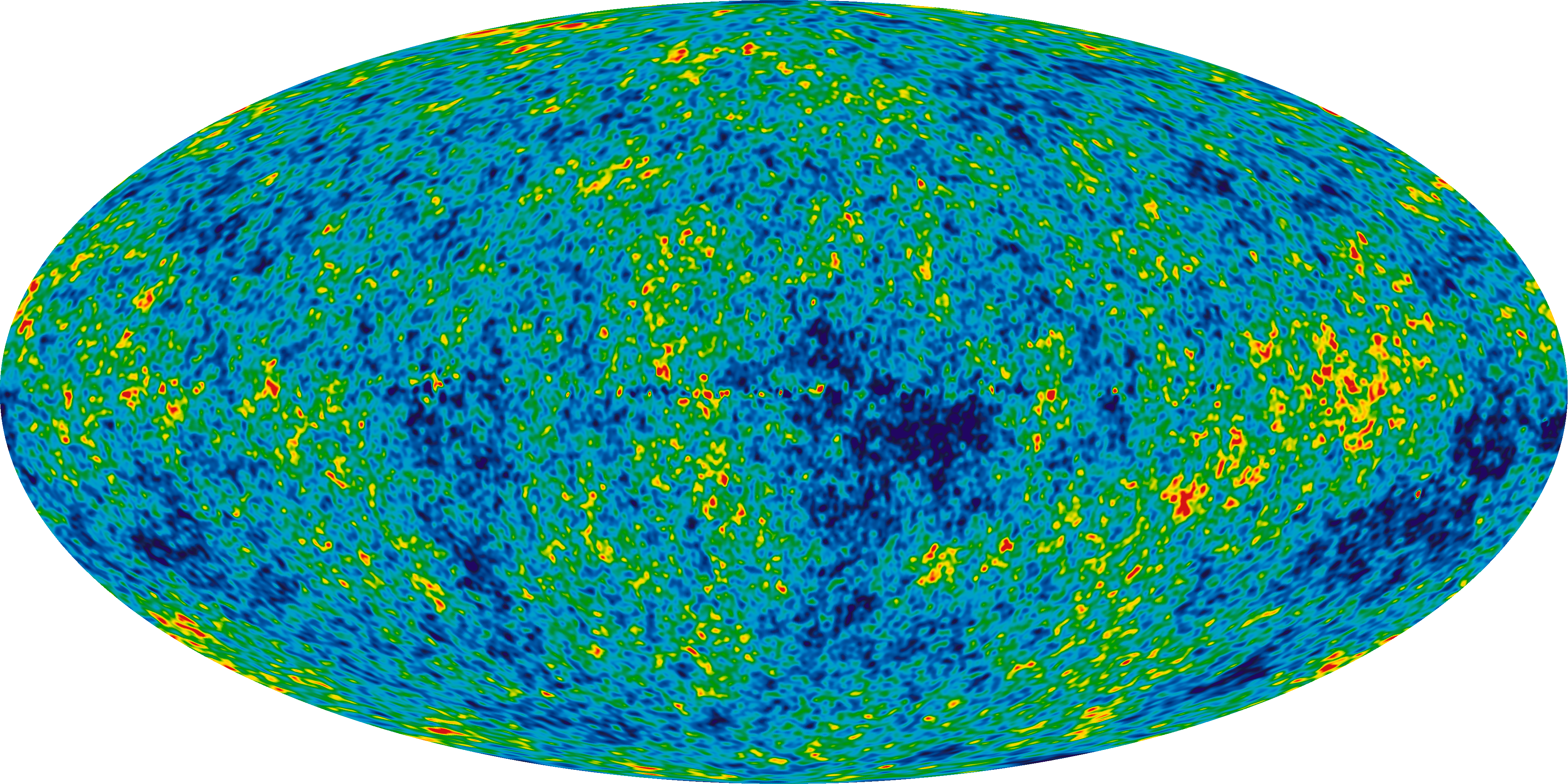
Mapa mikrofalowowego promieniowania tła (CMB)

Arno Allan Penzias (ur. 26 kwietnia 1933 w Monachium, zm. 22 stycznia 2024 w San Francisco) – amerykański fizyk i astronom pochodzenia żydowskiego, pracownik Bell Telephone Laboratories w Holmdel (New Jersey), laureat Nagrody Nobla w dziedzinie fizyki za odkrycie mikrofalowowego promieniowania tła. Nagrodę Nobla otrzymał w roku 1978 wraz z Robertem Woodrowem Wilsonem.

## Dorobek
Obaj laureaci prowadzili badania w dziedzinie radioastronomii. Odkrycia „mikrofalowego promieniowania tła” dokonali przypadkowo w latach 1964–1965, w czasie prób stosowania nowego typu anteny – poszukując przyczyn występowania szumów (zob. szum elektryczny) stwierdzili istnienie promieniowanie pochodzącego z różnych kierunków („z nieba”). Interpretację nieoczekiwanych obserwacji umożliwił George Gamow, który już w latach 40. XX w. postulował istnienie mikrofalowego promieniowania tła. Doświadczalne potwierdzenie tych przypuszczeń stało się potwierdzeniem teorii Wielkiego Wybuchu jako początku historii Wszechświata (jedną z obserwacyjnych podstaw kosmologii).